# Krążowniki liniowe typu Ersatz Yorck
Krążowniki liniowe typu Ersatz Yorck – typ krążowników liniowych zamówionych przez Kaiserliche Marine w kwietniu 1915 roku. Nazwa pochodzi od planów niemieckich, według których pierwsza jednostka nowego typu miała zastąpić (niem. ersatz) krążownik pancerny SMS „Yorck”, który zatonął po wpłynięciu na minę w 1914 roku. Nowe okręty były nieznacznie powiększoną wersją krążowników liniowych typu Mackensen. Miały mieć główne uzbrojenie składające się z dział kal. 380 mm, w przeciwieństwie do poprzedników, które planowano uzbroić w działa kal. 350 mm. Spaliny z kotłowni miały być odprowadzane przez jeden masywny komin. Trzy okręty zostały zamówione początkowo jako część typu Mackensen, ale projekt zmieniono, gdy szczegóły charakterystyk technicznych brytyjskich krążowników liniowych typu Admiral zostały zdobyte przez niemiecki wywiad. Zamówione jednostki otrzymały prowizoryczne nazwy „Ersatz Yorck”, „Ersatz Gneisenau” i „Ersatz Scharnhorst”. Miały zastąpić krążowniki pancerne: SMS „Yorck”, który zatonął na własnym polu minowym w 1914 roku, oraz SMS „Gneisenau” i SMS „Scharnhorst”, które zostały zatopione w czasie bitwy koło Wysp Falklandzkich, także w 1914 roku.
Podobnie jak jednostki typu Mackensen, także okręty typu Ersatz Yorck nie zostały ukończone. Głównym powodem były zmiany w priorytetach wojennych dowództwa Kaiserliche Marine: za najważniejsze uznano prowadzenie nieograniczonej wojny podwodnej i skoncentrowano się na budowie U-Bootów, wstrzymując lub spowalniając prace nad innymi klasami okrętów. Okręt prototypowy „Ersatz Yorck” był jedynym, nad którego budową prace się rozpoczęły, ale na ponad dwa lata przed planowanym terminem ukończenia zostały przerwane. Nieukończony kadłub krążownika nie mógł zostać zwodowany i przeholowany do stoczni złomowej, został więc rozebrany na pochylni.

## Projekt

### Charakterystyka ogólna
Typ Ersatz Yorck był powiększoną wersją krążowników liniowych typu Mackensen. Miały mieć długość całkowitą 227,8 m – o 4,8 m więcej od poprzedników. Szerokość całkowita i zanurzenie miały być takie same jak we wcześniejszym projekcie i wynosić odpowiednio 30,4 m i 9,3 m. Planowano, że okręty będą miały wyporność konstrukcyjną 33 500 ton, zaś pełną 38 000 ton metrycznych. Było to ok. 2500 ton więcej od poprzedników. Konstrukcja kadłuba nowych krążowników miała opierać się na stalowych wzdłużnicach, z przynitowanymi do nich elementami poszycia i pancerza. Planowana załoga okrętów miała wynosić 1227 osób, w tym 47 oficerów.

### Maszynownia
Podobnie jak wszystkie inne wcześniejsze niemieckie krążowniki liniowe, także jednostki typu Ersatz Yorck miały być wyposażone w dwa podwójne zestawy turbin parowych systemu Parsonsa, z których każda napędzała trójpłatową śrubę napędową o średnicy 4,2 m. Turbiny miały być zasilane w parę z 32 kotłów parowych typu Schulz-Thornycroft, z których 8 było opalanych mazutem, zaś pozostałe 24 węglem. „Ersatz Yorck” i „Ersatz Gneisenau” miały być wyposażone w przekładnie hydrauliczne dla prędkości marszowej, opracowane przez Hermanna Föttingera z AG Vulcan Stettin, z kolei na „Ersatz Scharnhorst” projekt przewidywał bezpośrednie napędzanie wałów przez obracające się turbiny. Instalacja elektryczna na okrętach miała być zasilana z generatorów dieslowskich. Planowano wyposażyć krążowniki w dwa równoległe stery zamontowane na rufie po obydwu burtach, co miało poprawić sterowność.
Planowana łączna moc turbin wynosiła 90 000 KM przy 295 obrotach na minutę, tak samo jak na poprzednikach. Większa wyporność redukowała jednak prędkość maksymalną z 28 węzłów, jakie miały osiągać okręty typu Mackensen, do 27,3 węzła dla nowych jednostek. Zasobnie węglowe mogły pomieścić 850 ton węgla, a zbiorniki mazutu 250 ton. Do przewozu paliwa wykorzystywano także przestrzeń pomiędzy grodzią torpedową a burtą. Ta dodatkowa przestrzeń dawała możliwość załadowania 4000 ton węgla i 2000 ton mazutu. Z pełnym zapasem okręty miały mieć zasięg 5500 mil morskich przy prędkości 14 węzłów.

### Uzbrojenie
Artyleria główna okrętów miała się składać z ośmiu dział kal. 380 mm SK L/45 zamontowanych w czterech wieżach Drh LC/1913 umieszczonych w superpozycji przed i za nadbudówką. Były to takie same działa, określane jako „Langer Max”, jakie zostały zamontowane na pancernikach typu Bayern. Początkowo działa mogły obniżyć się do -8 stopni i podnieść do 16 stopni, co dawało donośność maksymalną 20 400 m. Zmodyfikowanie podstaw pozwoliło na podniesienie dział o 20 stopni, przez co donośność zwiększyła się do 23 200 m. Wieże mogły się obracać o 150 stopni na każdą burtę w stosunku do linii centralnej. Zapas pocisków do wszystkich dział wynosił 720 sztuk – 90 na działo. Szybkostrzelność wynosiła około 2,5 wystrzału na minutę. Powojenne testy przeprowadzone przez brytyjską Royal Navy pokazały, że działa na pancerniku „Baden” mogły strzelać co 23 sekundy. Był to znacznie lepszy wynik od brytyjskich odpowiedników – 381 mm dział z krążowników liniowych typu Renown, w których czas przeładowania dział sięgał 36 sekund. Działa mogły wystrzelić pociski przeciwpancerne o wadze 750 kg przy pomocy ładunku prochowego RPC/12 o wadze 277 kg z prędkością początkową 800 metrów na sekundę. Każda lufa miała żywotność 300 strzałów.
Artyleria średniego kalibru składała się z dwunastu szybkostrzelnych dział kalibru 150 mm SK L/45 zamontowanych w opancerzonych kazamatach wzdłuż centralnej nadbudówki. Każde działo miało w zapasie 160 pocisków i mogło strzelać na odległość 13 500 m, później zwiększono ją do 16 800 m. Działa miały szybkostrzelność od 5 do 7 strzałów na minutę. Pociski ważyły 45,3 kg i były wystrzeliwane przy użyciu 13,7 kg ładunku prochowego RPC/12 z prędkością początkową 835 metrów na sekundę. Żywotność luf była oceniana na 1400 strzałów.
Okręt był także uzbrojony w osiem dział przeciwlotniczych kal. 88 mm L/45 zamontowanych na pojedynczych podstawach. Cztery z nich były ustawione w pobliżu tylnych dział artylerii głównej, kolejne cztery były zamontowane w pobliżu przedniej wieży dowodzenia. Działa były zamontowane na podstawach MPL C/13, które pozwalały na operowanie działami od -10 do +70 stopni. Działa strzelały 9-kilogramowymi pociskami i miały skuteczną donośność pionową 9150 m przy maksymalnym kącie podniesienia.
Podobnie jak większość okrętów tej klasy z okresu I wojny światowej, typ Ersatz Yorck był także wyposażony w wyrzutnie torped umieszczone poniżej linii wodnej. Były to trzy wyrzutnie kal. 600 mm: jedna na dziobie i po jednej na każdej burcie. W odróżnieniu od wcześniejszych typów, zrezygnowano z rufowej wyrzutni torpedowej. Torpedy należały do typu H8, miały długość 8 metrów i były uzbrojone w głowicę zawierającą 210 kg hexanitu. Miały zasięg 6000 m z prędkością 36 węzłów i 14 000 m z prędkością 30 węzłów. Zapas torped miał wynosić 24 sztuki.

### Pancerz
Pancerz okrętów typu Ersatz Yorck był wykonany ze stali cementowanej Kruppa, co było typowym rozwiązaniem dla dużych okrętów niemieckich tego okresu. Rozmieszczenie i grubości projektowanej ochrony były bardzo zbliżone do zastosowanych na typie Mackensen. Dokładne dane dla typu Ersatz Yorck są nieznane. Według niepełnych informacji krążowniki miały posiadać burtowy pas pancerny o grubości maksymalnej 300 mm, tworzący cytadelę pancerną, gdzie były umieszczone najważniejsze mechanizmy. Mieściły się tam także komory amunicyjne i maszynownia. Cytadela była na obydwu końcach zamknięta poprzecznymi grodziami pancernymi o grubości do 250 mm. Pas był zredukowany w mniej ważnych obszarach: do 120 mm z przodu okrętu i do 100 mm na rufie, w sekcjach krańcowych zmniejszał się do 30 mm na samym dziobie, natomiast rufa nie była opancerzona wcale. Wzdłużna gródź przeciwtorpedowa o grubości 45 mm miała biec wzdłuż całego kadłuba kilka metrów poniżej głównego pasa pancernego. Pancerz poziomy stanowił pokład pancerny o grubości 20 do 30 mm, w najbardziej wrażliwych miejscach zwiększonej do maksymalnie 80 mm.
Główna wieża dowodzenia, zlokalizowana w dziobowej nadbudówce, miała mieć pancerz o maksymalnej grubości ścian 300 mm, zaś dachu 130 mm. Tylna wieża dowodzenia miała być lżej opancerzona: odpowiednio do 200 i 50 mm. Wieże artylerii głównej miały być chronione płytami pancernymi o grubości do 300 mm od frontu, 270 mm po bokach i do 150 mm od góry. Barbety miały mieć maksymalną grubość 300 mm. Kazamaty dział artylerii średniego kalibru miały mieć pancerz grubości 150 mm, dodatkowo działa miały być wyposażone w osłony przeciwodłamkowe grubości 70 mm.

## Budowa i jej przerwanie
Zamówienie obejmowało trzy okręty nowego typu. „Ersatz Yorck”, zastępujący krążownik pancerny SMS „Yorck”, został zamówiony w firmie AG Vulcan w Hamburgu. Jego stępkę położono w lipcu 1916 roku, otrzymał numer stoczniowy 63. Po 1917 roku prace nad okrętem kontynuowano tylko po to, by zapewnić pracę stoczniowcom. Budowa została wstrzymana na 26 miesięcy przed planowanym terminem zakończenia, by firma mogła się skoncentrować na budowie U-bootów. Fragmenty kadłuba, które zostały zmontowane do tego czasu, zostały później rozebrane na pochylni. Łączna waga zużytych na konstrukcję elementów stalowych nie przekroczyła 1100 ton.
„Ersatz Gneisenau”, zastępujący SMS „Gneisenau”, został zamówiony w stoczni Germaniawerft w Kilonii. Tam otrzymał numer stoczniowy 250. Prace nie zostały rozpoczęte z powodu zmiany priorytetów, choć niektóre części zostały zbudowane. Silniki Diesla, które już zostały wyprodukowane, zamontowano na pierwszych czterech U-Bootach typu U-151: U-151, U-152, U-153 i U-154.
„Ersatz Scharnhorst”, zastępujący krążownik pancerny SMS „Scharnhorst”, został zamówiony w stoczni Blohm & Voss w Hamburgu. Tam otrzymał numer stoczniowy 246. Budowa także nigdy się nie rozpoczęła z powodu zmiany priorytetów. Jednak projekt był podstawą dla okrętów typu Scharnhorst zbudowanych dla Kriegsmarine w latach 30. XX wieku.
Przewidywany całkowity koszt budowy każdej jednostki miał wynosić około 66 000 000 marek.